# レイフォース
『レイフォース』 (RAY FORCE、欧州タイトル：Gunlock) は、タイトーが開発した縦スクロールシューティングゲーム。日本では1994年2月よりアーケードゲームとして稼働を開始した。アーケード版はシステム基板に同社製「F3システム」を使用している。
本作は好評を博し、後年にタイトルの「レイ」を作品名に継承したシューティングゲームが2作品リリース、それらは後付けで本作も含めて「レイシリーズ」と通称されるようになった。これにより本作は遡って「レイシリーズ」の第1作目と定義されている。

## 概要
プレイヤーは自機である「X-LAY」を操作し、暴走して人類無差別殺戮を行っているAIシステム「Con-Human」を破壊することが目的。ゲーム中では（各面開始時の面数・タイトルを除き）文字を使用せず映像演出のみでストーリー展開することが特徴。
開発はタイトー熊谷研究所が行い、プロデューサーは同社アーケードゲーム『アラビアンマジック』（1992年）を手掛けた阿部幸雄、音楽はカプコンのアーケードゲーム『戦場の狼』（1985年）や同『大魔界村』（1988年）を手掛けた河本圭代が担当している。
アーケード版のリリース以降、日本では『レイヤーセクション』、欧米では『Galactic Attack』 のタイトルで1995年にセガサターンほかいくつかの機種に移植。2007年にリリースしたPlayStation 2用ソフト『タイトーメモリーズII 上巻』で、はじめて原題の『レイフォース』のままで移植された。以降もゲーム機のみならずスマートフォンへも移植されている。
アーケード版はゲーム誌『ゲーメスト』の企画「第8回ゲーメスト大賞」（1994年度）において大賞5位を獲得し、セガサターン版はゲーム誌『ファミコン通信』の「クロスレビュー」にてゴールド殿堂を獲得した。

## システム
8方向レバーとショット、ロックオンレーザー用の2つのボタンで自機「X-LAY」を操作し、アイテムを取ることでショットの威力強化やロックオンレーザーの同時発射数の増加をしながらステージを進める。全7面×1周。
通常ショットは常にオート連射になっている。敵が自機と同じ高さにいないと通常ショットは当たらない。敵のいる高さは、敵の色で見分けられる。自機と同じ高さにいる敵は明るい色で描かれており、低い位置にいる敵は若干暗い色で描かれている。
「ロックオンマーカー」と呼ばれる自機前方に表示されている照準を低高度の敵機に合わせることでロックオンし、その状態でボタンを押すことで自動追尾するレーザーを発射、攻撃する。敵がロックオンされた状態で発射されたレーザーは、自機の後ろから放たれて弧を描いて画面外の敵も追尾するため外れることがない。ただし、自機と同じ高さにまで上昇してしまった敵には、ロックオンすることができない。最大で8発まで同時にロックオンが可能となり、耐久力のある敵には重ねてロックオンできる。なお、2人同時プレイ時は2人合わせて8発（1人最大4発まで）である。なお、ロックオンはレーザーを撃たないでいると4秒後または標的が画面外に出ることで自動的に解除される。
一度に多くの敵機をロックオンレーザーで破壊することで、レーザー1発で破壊できる敵の得点に倍率がかかる。このため、高得点を狙うにはロックオン順序、ロックオンレーザーの発射タイミングのパターン化が必須であり、そのパターン構築が本作の醍醐味の1つとなっている。逆に、高得点を狙わず、効率的な敵の破壊に重点を置いた攻略をすることで、難易度を相対的に低下させることも可能である。
ロックオンレーザーはそれぞれ性能が異なるものの、後に制作されたレイシリーズ2作品（『レイストーム』『レイクライシス』）にも採用されている。

## アイテム
本作で出現するアイテムは、以下の3種類である。いずれも、特定の敵機を破壊することで出現する。
パワーアップ
正四面体形をした赤色のアイテムで、これを3つ取得することで自機のメインショットが1段階パワーアップする。
スーパーパワーアップ
上記パワーアップアイテムが黄色になったもの。1つ取得するだけで自機のメインショットが1段階パワーアップする。
レーザー
緑色で「L」の字が描かれたカプセル状のアイテム。これを取得するとロックオンできる敵の数が増え、レーザーの同時発射数が1つ増加する。最高で8機まで。

## ストーリー
本作は、ステージ構成のみでそのストーリーを表している。「防衛艦隊を突破後、味方の艦隊を決死の囮として犠牲にしながら、宇宙からかつての母星である敵本星に降下、地下都市最深部にあるマザーコンピュータの破壊を目指す」という物語が、ゲーム開始から終了まで絶え間なく続くステージの流れで表現されている。序盤のみ部分的に交信音の演出は取り入れているが、基本的にそれ以外で文字や音声を使わずに展開する。
そのエンディングが悲劇的なもので、同社がかつて制作した『ガンフロンティア』（1991年）や『メタルブラック』（1991年）に複数のエンディングが存在していたこともあり、本作にも、最終ステージの行動によって別パターンのエンディングが存在するのではないかという噂が流れていた。これについては、開発者がゲーム誌上で公式に否定している。
関連製品であるサウンドトラック付属の資料・ブックレットには、本作の作戦に至るまでの歴史年表が記載されている。

## ステージ構成
ステージ構成と各ステージBGMのタイトルは以下の通り。
|        | 舞台                   | ステージタイトル             | BGM                      | 中ボス                      | ボス           | ボスBGM            |
| ------ | ---------------------- | ---------------------------- | ------------------------ | --------------------------- | -------------- | ------------------ |
| AREA 1 | 敵本星リング状小惑星帯 | RED POWER TO PIERCE THROUGH  | PENETRATION              |                             | デュアルランス | AGGRESIVENESS      |
| AREA 2 | 敵本星衛星軌道         | THE GRAVITY OF BLUE SIDE     | G                        | アーマースケイル ポセイドン | ギラソル       | AGGRESIVENESS      |
| AREA 3 | 敵本星上空             | THE PHANTASM OF SILVER       | VISION                   | アスラ                      | ギガ           | AGGRESIVENESS      |
| AREA 4 | 敵本星地表付近         | THE FISSURE OF CONSCIOUSNESS | CRACKING!                |                             | G.P.M.S.-2     | AGGRESIVENESS      |
| AREA 5 | 敵本星地下都市         | TOWARD THE DARKNESS          | INTO DARKNESS            |                             | オーディン     | ATROCITY           |
| AREA 6 | 敵本星地下深奥部       | THE END OF DEEP LAYER        | MÖBIUS                   | ファランクス                | ダイナモ       | ATROCITY           |
| AREA 7 | 敵本星中心核           | RELEASING INFINITELY         | THE PLOT THICKENS QUARTZ | テンタクル                  | コンヒューマン | THE FATES DOOMSDAY |

## 機種別の違い
アーケード版は縦画面であったが、各移植版では画面構成を横画面向けにアレンジしているものが多い（後述するとおり、マニア向けに縦置き対応したディスプレイを用いる前提で「縦画面」表示が可能な移植版もある）。後年の移植版では、表示能力の向上から横画面でもアーケード版の縦画面の表示を再現するようになった（例外あり）。
セガサターン版
タイトルは開発時の仮タイトルだった『レイヤーセクション』 (LAYER SECTION) に変更された。これは、国内に同名のゲームメーカーであるレイ・フォースが存在しており、名称の重複を防ぐための措置だったとされる。BGMはアーケード音源ではなくCD音源のモノラル再生。家庭用のテレビサイズに合わせるために敵出現配置などが変更されている。また、アーケード版と同様の縦画面にできる「アーケードモード」も搭載している。北米及び欧州では『Galactic Attack』のタイトルでアクレイム・エンタテインメントより発売された。
Windows版
タイトルは『レイヤーセクション』。開発・販売はゲームバンクで、1999年にはサイバーフロントより再発売されている。画面レイアウトが大幅に変更されており、また一部演出が省略されている。
PlayStation 2版
『タイトーメモリーズII 上巻』に収録。『レイフォース』のタイトルでの初移植。エミュレーションで再現されており、グラフィックを含めたゲーム本編の内容は（ほぼ）完全移植だが、プレイ時の操作遅延が大きく、操作感覚がアーケード版と異なる。オプション設定で、アーケード版に準拠した縦画面での表示が可能。
イーグレットツー ミニ版
タイトーが何らかの形で関わったアーケードゲームを多数収録した「復刻系ゲーム機」の1タイトルとして収録。内蔵の液晶画面を回転する機構があり、アーケード版と同じの「物理的な縦画面」でのプレイが可能。外部のテレビやモニターへの画面出力をした場合、縦画面モードや、横画面の中央に縦画面を配置するなどの表示設定が可能。
レイヤーセクション & ギャラクティックアタック Sトリビュート(Nintendo Switch、PlayStation 4、Xbox One、Steam版。内容は全て同じ)
セガサターン版ベースの移植。シティコネクションがプロデュースする、セガサターン時代の作品を復刻するプロジェクト「Sトリビュート」のシリーズ作品であることから、あえて作品名を『レイヤーセクション』としている、また海外版『Galactic Attack』(ギャラクティックアタック)も収録されている。
「Sトリビュート」独自の機能として「巻き戻し」「スローモード」「クイックセーブ」「ステージセレクト」「拡張連射設定」「難易度の上昇設定の変更」といったゲームを遊びやすく（あるいは更に歯ごたえのある難易度で遊ぶ）機能が加わっているほか、BGMのステレオ化、オンラインランキングモード（コンシューマーモードのみに対応）などが実装されている。
レイズ アーケード クロノロジー (Switch、PS4版。内容は両方とも同じ）
「レイシリーズ」3作を1まとめにしたオムニバスソフト・『レイズアーケードクロノロジー』 （ RAY'z Arcade Chronology ）に収録。
リリースする機種が上記「Sトリビュート」と一部で被っているが、こちらはアーケード版を基本とした移植となり、移植担当企業も異なる。ただしプレイ中のミュージックを『レイヤーセクション』で用いたバージョンにする事が可能。（音声がモノラルになる事は無いと思われる）
その他、画面両端の空いた空間に「ガジェット」と呼称される、ゲームの攻略に役立つ様々な情報が表示できる機能が搭載可能（非表示のままでもプレイ可能）。
iOS / Android版
アーケード版音源を収録している。タッチ操作でも操作しやすいよう移動速度が調整され、一部敵キャラクターの色やエフェクトなどが変更された「Remix MODE」を搭載。iPod Touchでは処理落ち・コマ落ちしやすい。2017年5月31日には大型アップデートが行われ、iPadでの全画面表示やゲームコントローラーの対応、土屋昇平によるAREA 1のBGMの新アレンジの収録が行われた。

## 音楽
以下のサウンドトラックが発売されている。
RAYFORCE
1994年、サイトロンレーベルより発売。サウンドトラック。サイトロン2000シリーズ第1弾で開発用機材からマルチトラックでレコーディングされたため、基板オリジナル音源とは異なる。資料集として、ビジュアルアートと『MISSION DATA FILE』が付属。
RAYFORCE RUBBING BEAT
1997年、ズンタタレコードより発売。アレンジサウンドトラック。
Ray'z PREMIUM BOX -BEYOND-
2005年、ズンタタレコードより発売。レイフォース（基板オリジナル音源とCD音源）、レイストーム、レイクライシスのシリーズ3作品のBGMを収めたオリジナルサウンドトラック。特典映像を収録したDVDを同梱。
レイフォース オリジナルサウンドトラック -PCB Version-
2009年、iTunes Storeにて配信。基板オリジナル音源。
Ray'z Music Chronology
2017年10月12日、ズンタタレコードより発売。レイフォース、レイストーム、レイクライシスのシリーズ3作品の基板オリジナル音源、サウンドトラック音源、アレンジアルバム「RAYFORCE RUBBING BEAT」「RAYSTORM NEU TANZ MIX」「RAYCRISIS rayons de l'Air」の音源および新アレンジや未音源化曲などを収めたオリジナルサウンドトラック。ブックレットが付属している。

## スタッフ
※ 各人の肩書きは稼働開始時点のもの。現在はタイトーを離れている者も多い。
- プロデューサー：阿部幸雄
- ディレクター：阿部幸雄、中村辰男
- ゲーム・デザイン：中村辰男、阿部幸雄、山下智久
- ソフトウェア：中村辰男、征矢野伸二、谷口晃、樫野正雄、大山功
- キャラクター・グラフィック：加藤秀幸、山下智久、磯部孝幸、杉谷伸二郎、鯨井洋代、野口泰弘
- スクリーン・グラフィック：加藤秀幸、V.A.P、PEACOCK
- 音楽：河本圭代 (ZUNTATA)
- 効果音：河本圭代 (ZUNTATA)、中西宗博 (ZUNTATA)
- サウンド・ディレクション：殿村裕誠 (ZUNTATA)
- デザイン・ワーク：うめずきょうこ
- ハードウェア：金岡勝美
- スペシャル・サンクス：永田喜久、岩崎雄二、松本俊明、仙波隆綱、堀崇真、VG TOKYO LAB.、VG OSAKA LAB.、オール熊谷スタッフ

## 反響
メインショットが一種類のみでボンバーなどの緊急回避動作がないなど、時代に逆行したデザインの作品ながら、全国のゲームセンターにおいてロングランヒットを記録した。しかし、当時のゲームセンターは対戦格闘ゲームが中心に設置されており、基板自体の出回りは今一つだった。

### 評価
| 項目 | キャラクタ | 音楽 | お買得度 | 操作性 | 熱中度 | オリジナリティ | 総合 |
| 得点 | 3.9        | 4.0  | 4.2      | 4.2    | 4.2    | 3.8            | 24.3 |

アーケード版
ゲーム誌『ゲーメスト』の企画「第8回ゲーメスト大賞」（1994年度）において、読者投票により大賞5位、ベストシューティング賞2位、ベスト演出賞4位、ベストグラフィック賞8位、ベストVGM賞5位、編集部特別賞を獲得した。ゲーメストムック『ザ・ベストゲーム2』（1998年）では『名作・秀作・天才的タイトル』と認定された「ザ・ベストゲーム」に選定され、同書にてライターのMW岩井は本作の特徴はロックオンレーザーのシステムにあると指摘し、ロックオンの対象が自機と同じ高度の敵や空中物に対しても有効である事を挙げ、また複数の敵に同時ロックオンした後にレーザー照射する事で全ての敵を一掃可能な黄色のレーザーに関して「美しい軌跡を描いて放たれる」と肯定的に評価した。また、一度のレーザーでより多くの敵を撃墜する事で得られるボーナス点の存在により、本作のスコアアタックが「過去に類を見ないほどにシビアになっていった」と述べている。
セガサターン版
ゲーム誌『ファミコン通信』の「クロスレビュー」において、8・9・7・8の合計32点（満40点）でゴールド殿堂を獲得、『SATURN FAN』において右記の通り24.3点（満30点）で高評価となった。
『ファミコン通信』の「クロスレビュー」において、レビュアーからは移植度に関して称賛する意見が多数挙げられ、浜村通信は本作が完全移植であると断言し、奥行きのあるグラフィックやレーザーで敵を一掃する爽快感などを肯定的に評価、羽田隆之はアーケード版と若干異なる箇所が存在する事を指摘しつつも、アーケード版の攻略法が使用可能な事に触れ「移植って言葉がふさわしい」と称賛し9点を与え、ローリング内沢は移植度の高さを肯定的に評価した。また浜村と内沢は当時シューティングゲームで高評価の作品が無かった事に触れた上で、本作が久しぶりに登場した良作であると評価した他、羽田と内沢は縦画面モードがある点に関して高く評価した。一方で渡辺美紀は、敵をロックオンして一掃するシステムが「最高に気持ちいい」と述べつつも、敵を逃すと弾幕によって敵の弾と自機の弾の判別が不可能であるとして難易度の高さを否定的に評価した。

## R-GEAR
『レイフォース』のヒットを受け、続編にあたる『R-GEAR』が本作と同じくF3システム基板を使用して開発されていた。後述する移植版によると、基本的なゲームシステムはそのままで新自機候補のメカに新しいロックオンレーザーが仮実装されていた。(『レイストーム』に登場する自機のひとつ「R-GRAY2」に、新ロックオンレーザーのアイデアが流用されている)
しかし1ステージのみ開発した時点でプラットフォームがPlayStation(1)互換のAC基板「FXシステム」に変更されたため、R-GEARとしての開発は中止(いわゆる「お蔵入り」)となり、タイトルも『レイストーム』に変更してゼロベースで開発されることとなった。
本来なら存在すら一般に知られる事は無かったはずだが、のちに様々なメディアで、俗に『レイフォース1.5』とも呼ばれ知る人ぞ知る「幻の続編」として記録に残された。
その後、レイシリーズ三部作を1まとめにして2023年3月にリリースされたオムニバスソフト『レイズ アーケードクロノロジー』の「Amazon（日本）プライムデー限定商品」（発売の前年である2022年7月、Amazonプライムデー開催中にのみ限定して予約が実施された商品）に、本作のNintendo Switch / PlayStation 4移植版がダウンロードコンテンツとしてプレイ出来る権利が特典として付与。2025年8月にはダウンロード専売として普通に購入する事も可能となって前述のとおり1ステージのみではあるが「幻の続編」は約30年の時を越えプレイすることが可能となった。

なお、移植版のゲーム音楽（VGM）はレイフォースVGM作曲者・TAMAYO（河本圭代）が新規に作曲したものが使用されている。